# Amido di mais ceroso
L'amido di mais ceroso, o WMS, dall'inglese waxy maize starch, è un tipo di amido di mais di origine cinese. Il nome "ceroso" si riferisce al fatto che al microscopio è visibile una somiglianza con la struttura della cera.
L'amido di mais ceroso ha la particolarità di essere composto tra il 98 e il 100% da amilopectina, la frazione dell'amido solitamente presente in media per il 75% nel normale amido. Nonostante l'amilopectina risulti un polimero del glucosio più facilmente digeribile, l'amido di mais ceroso è risultato nei vari studi un carboidrato a basso indice glicemico.

## Struttura
L'amido è un polimero del glucosio, ovvero una macromolecola composta da svariate catene di glucosio. Esso è costituito da due differenti frazioni, l'amilosio e l'amilopectina, rispettivamente dalla struttura lineare e ramificata. Queste due componenti subiscono un'assimilazione in tempi diversi proprio a causa dello loro struttura. Non a caso i cibi amidacei con un contenuto di amido composto da una parte relativamente più consistente di amilosio hanno un indice glicemico più basso.
L'amido di mais è caratterizzato in genere da un contenuto di circa il 25% di amilosio e la parte rimanente di amilopectina e da frazioni intermedie. Ma queste percentuali possono subire delle variazioni in base alla provenienza dell'amido, alle coltivazioni, e a vari altri fattori, con un contenuto di amilosio che varia dal 20 al 36%. In ogni caso, eccetto casi eccezionali, la componente di amilosio è sempre inferiore rispetto a quella di amilopectina.
La caratteristica principale dell'amido di mais ceroso è quella di essere composto quasi totalmente da amilopectina, la frazione dell'amido dalla struttura ramificata e della facile digestione. Alcuni studi riportano un contenuto di amilopectina del 100%. L'amilosio d'altra parte, essendo meno ramificato è, almeno in teoria, più lentamente digerito.

## Il mito, l'impiego in ambito sportivo e gli studi
La particolare struttura dell'amido di mais ceroso ha portato a sostenere che questo nutriente fosse assimilato molto rapidamente a causa della sua composizione quasi totalmente formata da amilopectina e dall'elevato peso molecolare. Alcune aziende l'hanno infatti immesso sul mercato, spesso denominandolo semplicemente come "amilopectina", supportandolo come glucide in grado di incrementare e velocizzare l'accumulo di glicogeno muscolare. Le stesse aziende hanno sostenuto che proprio grazie al suo peso molecolare, il WMS verrebbe assorbito dall'intestino addirittura più rapidamente del destrosio o della maltodestrina (i carboidrati dall'assimilazione più rapida per eccellenza). Alcune delle case produttrici hanno anche precisato che il WMS viene assorbito, e favorisce il ripristino del glicogeno muscolare, per il 70-80% più velocemente rispetto ad altre fonti glucidiche rapide.
Queste affermazioni tuttavia non hanno trovato alcun riscontro scientifico. I pochi studi eseguiti sull'amido di mais ceroso hanno invece dato esiti completamente opposti alle conclusioni delle aziende produttrici. Nelle prime ricerche su questa sostanza sono stati eseguiti dei test in ambito sportivo, e su soggetti allenati, rendendo i risultati più pertinenti.
Il primo studio del 1996 confrontava il WMS con il destrosio, un amido resistente (RS; un amido difficilmente digeribile e basso indice glicemico, composto per il 100% da amilosio), e un placebo. A differenza delle posizioni comuni, dopo l'ingestione, sia i livelli della glicemia che dell'insulinemia risultavano simili tra WMS e l'amido resistente, e 3 volte inferiori rispetto all'impatto indotto dal destrosio. Anche se somministrato durante l'esercizio fisico (ciclismo), il WMS aveva dato esiti simili alla condizione di riposo, cioè simili a quelli dell'amido resistente
Lo studio successivo nello stesso anno esaminò la risintesi del glicogeno durante 24 ore utilizzando WMS, maltodestrina, destrosio, e amido resistente. Il conseguente accumulo di glicogeno e la prestazione atletica indotti dal WMS non erano diversi da quelli del destrosio o della maltodestrina. Questi tre carboidrati favorirono però prestazioni migliori rispetto all'amido resistente. In questo caso risultava chiaro che, almeno per quanto riguarda la risintesi del glicogeno, il WMS aveva proprietà superiori all'amido resistente.
Uno studio più recente ha confrontato il WMS rispetto al Polycose (una maltodestrina con formula brevettata), il saccarosio (zucchero da cucina), e amido resistente, effettuando un test di un'ora valutando l'indice glicemico (lo studio è stato condotto da uno dei ricercatori che inventò il parametro dell'indice glicemico negli anni ottanta). Ancora una volta, le proprietà WMS smentirono le frequenti affermazioni comuni del presunto rapido assorbimento. Questa volta, i livelli della glicemia non solo erano inferiori alla maltodestrina, ma anche rispetto al saccarosio (che ha un indice gliemico più basso). In effetti, la risposta glicemica di WMS è stata talmente bassa da convincere i ricercatori a denominarlo "carboidrato a basso indice glicemico", al pari dell'amido resistente.
Un ulteriore studio venne condotto per cercare di indagare specificamente sulla risposta glicemica dell'ingestione WMS comparandola con la risposta indotta da maltodestrine con l'aggiunta di una piccola quantità di saccarosio, e pane bianco. La conseguente risposta glicemica di WMS è stata simile a quella del pane. Questa risposta fu leggermente inferiore al mix di carboidrati rapidi composto da saccarosio + maltodestrine. Inoltre, la risposta insulinica è risultata significativamente più bassa per WMS anche rispetto al pane bianco (e naturalmente molto più basso delle maltodestrine).
In uno degli studi più recenti si è confrontata la risposta glicemica di 25g di WMS cucinati con acqua in un impasto, con la stessa quantità di glucosio. Questo studio è risultato diverso dai precedenti, che hanno impiegato il WMS crudo. I livelli della glicemia sono risultati simili tra i gruppi, portando i ricercatori a dare al WMS un indice glicemico di 90.
In un ulteriore studio vennero somministrati quantità isoenergetiche di destrosio, maltodestrina, Vitargo, WMA, e un placebo (acqua) a 10 giocatrici di calcio prima dell'attività sportiva. L'esperimento confermò che tra le quattro fonti, fino a 60 minuti le concentrazioni di glucosio ematico erano significativamente superiori dopo l'ingestione di destrosio, maltodestrina e Vitargo, mentre il placebo e il WMS non vi era differenza. Dopo 90 minuti i valori della glicemia dopo il destrosio e il Vitargo era significativamente più alti del placebo, mentre dopo 120 minuti solo il Vitargo favoriva livelli glicemici superiori al placebo. Solo dopo 180 minuti la glicemia risultava più alta in seguito all'ingestione dell'amido di mais ceroso se confrontato con le altre fonti. Si concluse che il WMS non causava un rapido incremento della glicemia, ma la manteneva elevata per un periodo di tempo molto maggiore rispetto alle altre fonti glucidiche.
La conclusione lascia alcune perplessità, in quanto le risposte sui tempi di assimilazione del WMS variano dall'essere leggermente inferiori rispetto destrosio, a molto inferiori rispetto allo destrosio, dello zucchero e delle maltodestrine, e del pane bianco. Mentre risulta una fonte di energia sostenuta per molto più tempi se paragonato ad altri integratori. Solo uno studio recente applica al WMS un alto indice glicemico e quindi una rapida assimilazione, solamente dopo essere stato sottoposto ad uno specifico trattamento di cottura.
Le discrepanze stanno nel fatto che la rapidità del WMS è stata inizialmente determinata dal trattamento con enzimi digestivi in vitro, mentre in casi normali è risultato un amido molto lento. Detto questo si può concludere che il contenuto di amilopectina non è sinonimo di rapida digestione o assorbimento.

### Le origini del mito
Il mito sul WMS probabilmente ebbe origine nel 2000 da una distorta interpretazione di due studi sui carboidrati condotti quell'anno dalla stessa équipe, una squadra di studiosi svedesi, tali Aulin, Söderlund, Hultman. In questi studi venivano paragonate due bevande a base di carboidrati: un noto integratore di carboidrati chiamato Vitargo (un polimero del glucosio a rapida assimilazione con formula brevettata simile alla maltodestrina), che era stato proposto, su concessione della ditta produttrice, all'interno di un prodotto oggi non più esistente distribuito da un'altra etichetta. Si trattava di un polimero del glucosio a lunga catena, per il 78% formato da amilopectina (proveniente dal Waxy), e per il 22% da amilosio (nell'esperimento era stato denominato C-drink); l'altra bevanda consisteva un mix di glucosio e oligomeri del glucosio a corta catena (denominato G-drink). Sull'etichetta del C drink era precisato che il Vitargo era ottenuto dal amido di mais ceroso. La stessa azienda tutt'oggi dichiara esplicitamente che per produrre l'integratore veniva impiegato, nella sua frazione di amilopectina, l'amido di mais ceroso fino al 2005, poi sostituito da un'altra fonte di origine, l'amido di patata. La ricerca dimostrava che il Vitargo ("C drink") favoriva uno svuotamento gastrico e un'assimilazione più rapida da parte dell'intestino tenue nei primi 10 minuti, e una maggiore risintesi del glicogeno, nonostante le concentrazioni di glucosio e insulina non fossero differenti rispetto al "G drink". La differenza stava anche nel fatto che l'osmolarità del Vitargo (62 mosmol/kg), cioè ipotonica, era marcatamente inferiore di circa cinque volte rispetto a quella del G drink (336 mosmol/kg), cioè leggermente ipertonica, nonostante la parità di contenuto calorico.
Gli studiosi conclusero che i carboidrati contenuti nel "C drink", nonostante tendessero a formare un gel, riuscivano a passare il tratto gastrico più rapidamente rispetto ad una quantità isocalorica di "G drink", proprio grazie all'osmolarità proporzionalmente molto inferiore, senza aumentare i livelli di glucosio ematico o i livelli di insulina. In aggiunta conclusero che proprio l'osmolarità delle bevande a base di carboidrati "potrebbe" influenzare i livelli di risintesi del glicogeno nel muscolo scheletrico dopo la sua deplezione indotta dall'esercizio fisico.
Queste interpretazioni portarono alla conclusione generalista che i carboidrati ad alto peso molecolare, nonostante la loro struttura più complessa e le catene di glucosio più lunghe, avevano proprietà di maggior rapidità di assimilazione e maggior stoccaggio del glicogeno muscolare se paragonate ad un carboidrato dalla struttura più semplice. Questi vantaggi erano stati probabilmente attribuiti di riflesso anche alla sostanza dal quale il Vitargo in gran parte derivava, ovvero l'amido di mais ceroso.
Non si era considerato che il Vitargo era stato sottoposto ad un trattamento speciale e brevettato che modifica la sua composizione come prevede la sua formula, contrariamente agli esperimenti in cui veniva testato il WMA nativo crudo e non trattato. Curiosamente, come riferisce la stessa azienda, il Vitargo ha un elevato peso molecolare, ma ha un indice glicemico di 137 in riferimento al pane bianco, che si traduce in un IG di 100 in riferimento al glucosio. Non a caso gli esperimenti sul C drink avevano confermato che questo ha tempi di assimilazione più rapidi di molecole di glucosio e polimeri a catena più corta. Mentre gli esperimenti sul WMS hanno dimostrato che la sua fonte di origine, il WMS, che non è sottoposta a trattamenti speciali, ha in IG basso. La Vitargo conferma il fatto che diverse aziende hanno in seguito proposto il WMS promuovendolo come carboidrato a rapida assimilazione, nonostante alcuno studio fosse riuscito a confermare che questo avesse le stesse proprietà del Vitargo.
Ironicamente il WMS viene oggi comunemente considerato ad alto IG per il fatto che il marchio Vitargo lo utilizzava come sostanza d'origine fino al 2005, quando oggi il Vitargo stesso non viene più prodotto dal WMS, né da altre varietà di mais, ma dall'amido di patata.
Effettivamente uno studio del 2005 condotto da Rowlands et al., mise in luce il fatto che il peso molecolare dei polimeri del glucosio non era determinante su una diversa velocità di ossidazione del glucosio durante l'esercizio fisico. Questi dati suggerivano che non ci fosse alcun effetto determinato dalla struttura di carboidrati o dall'osmolarità o viscosità di una bevanda sull'ossidazione del glucosio esogeno, e che i polimeri del glucosio ingerito possono essere ossidati in media fino a 1 g/min durante l'esercizio. Ciò fa capire che non è il peso molecolare in sé il fattore influente sui tempi di digestione gastrica, sull'indice glicemico, o sulla risintesi del glicogeno, nonostante lo fosse stato nel caso del Vitargo paragonato a molecole dal peso molecolare inferiore e monomeri del glucosio.